# الطير الأبابيل
الطير الأبابيل، ورد ذكرها في القرآن الكريم مرة واحدة، وذلك في سياق الحديث عن قصة أصحاب الفيل، قال الله تعالى: ﴿أَلَمْ تَرَ كَيْفَ فَعَلَ رَبُّكَ بِأَصْحَابِ الْفِيلِ ۝١ أَلَمْ يَجْعَلْ كَيْدَهُمْ فِي تَضْلِيلٍ ۝٢ وَأَرْسَلَ عَلَيْهِمْ طَيْرًا أَبَابِيلَ ۝٣ تَرْمِيهِمْ بِحِجَارَةٍ مِنْ سِجِّيلٍ ۝٤ فَجَعَلَهُمْ كَعَصْفٍ مَأْكُولٍ ۝٥﴾. والقصة كما ترويها كتب السير باختصار: أن أبرهة الأشرم وهو قائد جيش الحبشة من قبل ملكها النجاشي قد بنى كنيسة عظيمة سمّاها (القلّيس)، ليصرف إليها حج العرب، فقام رجل من كنانة وتغوط فيها، فأغضبه ذلك، وأقسم ليهدمن الكعبة، وجهز جيشا عظيما مصحوبا بفيلة كثيرة، وسار حتى وصل إلى (المغمّس) موضع قرب مكة، فأرسل إلى أهل مكة يخبرهم أنه لم يأت لحربهم، وإنما جاء لهدم الكعبة، فاستعظموا الأمر، وفزعوا له، وأرادوا محاربته، فرأوا أنه لا طاقة لهم بأبرهة وجنوده، فتركوا ذلك.

## معنى أبابيل
معنى أبابيل ـ كأصلها اللغوي ـ قد تعدّدت فيه الأقوال. وأشهر ما ذُكر من معانيها: جماعات، جماعةً جماعة، الطيور التي تُتابع جماعة. وقيل: المراد جماعات من الطير تأتي من هنا وهناك، أو طيور كثيرة تتابع.
ومن العلماء مَن يميل إلى وجود علاقة لفظية ومعنوية بين الأبابيل والإبل، ولهذا يقيسون جماعات الطير على الإبل المؤبَّلة.
أمّا نوع هذه الطيور التي أرسلها الله سبحانه لتدمير الجيش الذي جاء من الحبشة لتخريب الكعبة يتقدّمه الفيل.. فقد تنوّعت فيه الأقوال. كثير من المفسّرين اعتبرها الخَطاطيف، ومنهم من قال إنها البَلَسان (أي الزرازير) وروي عن ابن عباس أنّ الأبابيل «طير لها خراطيم كخراطيم الطير، وأكفّ كأكفّ الكلاب، ولها رؤوس كرؤوس السباع». أمّا لونها فقالوا: أبيض أو أسود أو أخضر، ومناقيرها صُفر. وقيل: كانت بُلْقاً كالخطاطيف.
ويرى أكثر المفسّرين أنّ كلّ واحد من هذه الطيور التي جاءت من جهة البحر كان يحمل أحجاراً ألقَت بها على رؤوس قوّات أبرهة. وذُكر أنّ هذه الأحجار كانت تثير الحكّة في أبدانهم. ومن الآراء في هذا المجال ما يتحدّث عن الجُدَري، فينصّ على أنّ الجدري والحصبة ظهرا لأول مرّة بأرض العرب في ذلك العام.

### الوصف الروائي
قال سعيد بن جبير : كانت طيرا من السماء لم ير قبلها ولا بعدها مثلها وروى جويبر عن الضحاك عن ابن عباس قال : سمعت رسول الله صلى الله عليه و سلم يقول : (إنها طير بين السماء والأرض تعشش وتفرخ) وعن ابن عباس : كانت لها خراطيم كخراطيم الطير وأكف كأكف الكلاب وقال عكرمة : كانت طيرا خضرا خرجت من البحر لها رؤوس كرؤوس السباع ولم تر قبل ذلك ولا بعده وقالت عائشة : هي أشبه شيء بالخطاطيف وقيل : بل كانت أشباه الوطاويط حمراء وسوداء وعن سعيد بن جبير أيضا : هي طير خضر لها مناقير صفر وقيل : كانت بيضا وقال محمد بن كعب : هي طير سود بحرية في مناقيرها وأظفارها الحجارة وقيل : إنها العنقاء المغرب التي تضرب بها الأمثال ـ حدثنا وكيع عن ابن عون عن ابن سيرين عن ابن عباس طيرا أبابيل قال كان لها خراطيم كخراطيم الطير وأكف كأكف الكلاب . ( مصنف ابن أبي شيبة:ج 7 / ص 326 - ح 36536 ).

## نهب الأموال
لما اقترب الجيش من مكة أمر أبرهة الأشرم بنهب الأموال، وكان فيها إبل لِعبد المطلب بن هاشم جدّ النّبي، فَاستاقها الجند، وكان عددها مائتي بعير، وبعث أبرهة رسولا إلى مكة، وأمره أن يأتيه بأشراف قريش وأن يخبرهم أن الملك لم يجئ لقتالكم إلا أن تصدّوه عن البيت، فجاء الرسول فدلوه على عبد المطلب بن هاشم، وبلّغه قول أبرهة، فقال له عبد المطلب: واللَّه ما نريد حربه، وما لنا بذلك من طاقة، هذا بيت اللَّه الحرام، وبيت خليله إبراهيم، فإن يمنعه منه فهو بيته وحرمه، وإن يخلي بينه وبينه، فواللَّه ما عندنا دفع عنه.
ثم سار معه إلى أبرهة، فلما رآه أبرهة أجلّه، وكان عبد المطلب رجلا جسيما وسيما، فنزل أبرهة عن سريره، وأجلسه معه على البساط، وسأله عن حاجته، فقال: حاجتي أن يردّ عليّ الملك مائتي بعير أصابها لي، فتعجب أبرهة، وقال: أتُكلمني في مائتي بعير أصبتها لك، وتترك بيتا هو دينك ودين آبائك، قد جئت لهدمه؟! فقال له عبد المطلب: إني أنا ربّ الإبل، وإن للبيت ربّا سيمنعه عنك، قال: ما كان ليمتنع مني، قال: أنت وذاك، ثم رجع وأتى البيت ومعه نفر من قريش، وُأخذوا بحلقة باب الكعبة يدعون اللَّه، ويستنصرونه على أبرهة الأشرم وجنده. ثم زحف الجيش نحو مكة، وكان معه فيل عظيم اسمه (محمود)، كلما وَجهوه إلى جهة الحرم المكي برك ولم يبرح، وإذا وَجهوه إلى جهة أخرى هرول.

## حجارة من طين
كان ما أراده الله من إهلاك الجيش وقائده، فأرسل عليهم جماعاتٍ من الطير ترميهم بحجارة من طين وحجر، فتركتهم كأوراق الشجر الجافة الممزقة كما يحكي عنهم القرآن الكريم، وأصيب أبرهة في جسدهُ، وخرجوا به معهم يسقط أنملةٍ أنملةٍ، حتى قدموا به صنعاء، فما مات حتى انشق صدره عن قلبه كما تقول الروايات.
وكان لهذه الهزيمة أثر كبير بين العرب، فأعظموا قريشاً، وقالوا: هم أهل اللَّه، قاتل اللَّه عنهم، وكفاهم العدو، وازدادوا تعظيما للبيت، وإيمانا بمكانه عنه اللَّه.
وقد يتبادر للأذهان أن كلمة (أبابيل) تشير إلى اسم نوع من أنواع الطيور. وهذا بعيد عن المعنى لغة وحقيقة، فلم تُعرف طير بهذا الاسم، ولم تذكر كتب السير نوعا معينا من الطير، والثابت في كتب اللغة والتفسير أن كلمة (أبابيل) تعني جماعات متفرقة ومتتابعة.
وقد اختلف المفسرون في تحديد أشكال هذه الجماعات من الطير، وأحجامها.

## وصف اسطوري
ذهب بعضهم إلى المبالغة والتهويل في وصفها، فقالوا، كانت طيرا سودا، لها خراطيم كخراطيم الفيل، وأكف كأكف الكلاب، وأنها كانت تعشش ما بين السماء والأرض، وقيل: كانت طيرا خضرا، لها رؤوس كرؤوس السباع، وأنها جاءت من قبل البحر، واستندوا إلى بعض الروايات الضعيفة.

## القدرة الإلهية
وبالمقابل ذهب آخرون إلى تضييق نطاق الخوارق والإعجاز، وتفسير الحادثة على أساس السنن الكونية المألوفة، فقالوا: إن الطير قد تكون هي الذباب والبعوض التي تحمل الميكروبات، فالطير هو كل ما يطير، وإن هلاك الجيش كان بسبب تفشي وباء كمرض الجدري أو غيره.
وهذا بعيد عن الصواب، لأن سياق الحادثة في القرآن جاء على سبيل الإعجاز والإشهاد على بيان القدرة الإلهية، وعام الفيل لم يكن بعيدا عن تاريخ نزول هذه السورة المباركة إلا قرابة ثلاثة وخمسين عاماً، فحين نزول هذه السورة كان الكثير من الناس الذين شاهدوا حادثة الفيل أحياءً يُرزقون، فلو كانت هزيمة أصحاب الفيل بسبب الجدري أو الجراثيم التي لا تُرى، لاعترضوا على القرآن بأنهم لم يشاهدوا يومها طيرا أبداً، فكيف يقول: ﴿وَأَرْسَلَ عَلَيْهِمْ طَيْرًا﴾ وخصوصا أن القرآن كان يتحدى العرب، وأنّ الكثيرين منهم كانوا ينتظرون عثرة أو غلطة فيه حتى يردوا التحدي وينكروا صدق الرسالة، وقد جاء السياق على سبيل الاستشهاد بقوله تعالى: ﴿أَلَمْ تَرَ...﴾.
والظاهر أن الأمر قد جرى على أساس الخارقة غير المعهودة، لأنه أعظم دلالة وأكبر حقيقة، ولأن جو السورة وملابسات الحادث تدل على أن اللَّه أراد بهذا الحادث تعظيم بيته، وإعلاء شأنه، وتهيئة أمة العرب لحمل رسالة الإسلام إلى العالم كله، فالفيل رمزٌ لأقوى سلاحٍ عرفته العرب وقتها، ولذا جاءتْ سورة الفيل لتبيِّنَ للمسلمين أنَّه مهما قوي أعداؤهم في السِّلاح، فإنَّ الله رادٌّ كيدَهم عليهم بأسلحة تَصغُر في نظر الكثير منَّا، فجنودُ الله تعالى كلُّ ما خَلَقه من صغير وكبير، وما يعلم جنود ربك إلا هو وما هي إلا ذكرى للبشر.

## حاشية
1. ↑  سورة الفيل، الآية 1-5